# Liên minh Kép (1879)

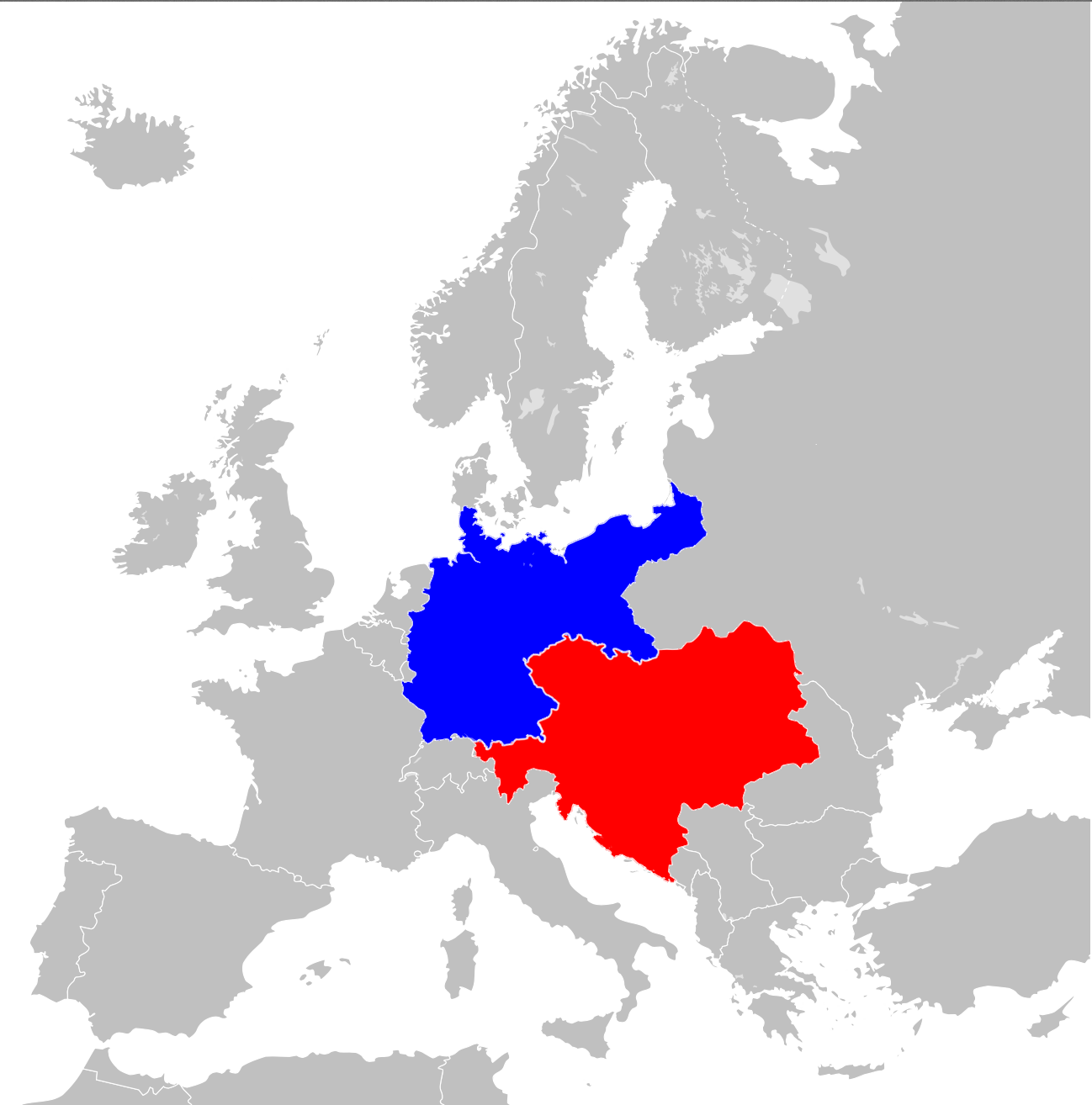
Liên minh kép năm 1914, Đức màu xanh lam và Áo-Hung màu đỏ.

Liên minh Kép là một liên minh phòng thủ giữa Đức và Áo-Hung, được tạo ra bởi hiệp ước về ngày 7 tháng 10 năm 1879 như một phần của hệ thống các liên minh để ngăn chặn hoặc hạn chế chiến tranh. Hai cường quốc hứa hẹn hỗ trợ lẫn nhau trong trường hợp bị Nga tấn công. Ngoài ra, mỗi quốc gia hứa sẽ trung lập với bên kia nếu một trong số họ bị tấn công bởi một cường quốc châu Âu khác (thường được coi là Pháp, thậm chí còn hơn sau Liên minh Pháp-Nga năm 1894). Otto von Bismarck của Đức coi liên minh là một cách để ngăn chặn sự cô lập của Đế quốc Đức, vốn mới được thành lập vài năm trước và để giữ gìn hòa bình, vì Nga sẽ không tiến hành chiến tranh chống lại cả hai đế chế.
Năm 1881, Ý thua trong cuộc cạnh tranh với Pháp để thiết lập một thuộc địa ở Tunis (Tunisia ngày nay). Để kiếm sự ủng hộ ngoại giao, Ý tham gia Đức và Áo-Hungary để hình thành liên minh Ba trong năm 1882, đó là nhóm chính thức đầu tiên của cuộc chiến tranh ở châu Âu, thứ hai là phe Entente hình thành trong năm 1907.
Tuy nhiên trong Thế chiến I, Italy sẽ không tham chiến với các đồng minh của mình, nhưng vẫn trung lập (do ảnh hưởng đến lợi ích của các vùng lãnh thổ Áo Trentino và Venezia Giulia). Năm 1915, Ý tham gia vào Entente và tuyên chiến với Áo-Hung, và sau đó là Đức vào năm sau. Liên minh Kép vẫn tồn tại trong suốt cuộc chiến và kết thúc bằng thất bại năm 1918.